# Moribabougou
Moribabougou is een gemeente (commune) in de regio Koulikoro in Mali. De gemeente telt 27.000 inwoners (2009).